# LGBT práva v Gabonu

Duhová mapa Gabonu

Lesby, gayové, bisexuálové a translidé (LGBT) se v Gabonu mohou setkávat s právními komplikacemi, které jsou pro většinovou populaci neznámé. Mužská i ženská stejnopohlavní sexuální aktivita je zde legální, ale páry stejného pohlaví a domácnosti jimi tvořené nemají přístup ke stejné právní ochraně jako různopohlavní páry.
V prosinci 2008 se Gabon připojil k Deklaraci OSN o jiné sexuální orientaci a genderové identitě usilující o globální dekriminalizaci homosexuality, což jej učinilo pouhou šestou africkou zemí, která tak učinila. Nicméně v r. 2011 hlasoval Gabon proti přijetí rezoluce Jihoafrické republiky "Lidská práva, sexuální orientace a genderová idenita" v Radě pro lidská práva.

## Zákony týkající se stejnopohlavní sexuální aktivity
Stejnopohlavní sexuální aktivita nebyla na tomto území nikdy kriminalizovaná a je zcela legální. Věk způsobilosti k pohlavnímu styku je pro obě orientace stanovený na 18 let.

## Stejnopohlavní soužití
Páry stejného pohlaví nemají žádný právní status.

## Ochrana před diskriminací
Neexistuje žádná ochrana před homofobní diskriminací.

## Životní podmínky
Zpráva Ministerstva zahraničí Spojených států amerických z r. 2010 shledala, že homofobní, bifobní a transfobní diskriminace a násilí jsou v Gabonu problém, a že v jejich důsledku musí LGBT jednotlivci svojí idenitu často skrývat, aby předcházeli těmto nepříznivým následkům.

## Souhrnný přehled
| Legální stejnopohlavní styk                                          | (Vždycky legální) |
| Stejný věk legální způsobilosti k pohlavnímu styku pro obě orientace | Yes               |
| Zákony proti projevům nenávisti a zločinům z nenávisti               | No                |
| Anti-diskriminační zákony v zaměstnání                               | No                |
| Anti-diskriminační zákony v přístupu ke zboží a službám              | No                |
| Stejnopohlavní manželství                                            | No                |
| Jiná forma stejnopohlavního soužití                                  | No                |
| Adopce dítěte partnera                                               | No                |
| Společná adopce stejnopohlavními páry                                | No                |
| Gayové a lesby mohou otevřeně sloužit v armádě                       |                   |
| Možnost změny pohlaví                                                |                   |
| Přístup k umělému oplodnění pro lesbické ženy                        | No                |
| Náhradní mateřství pro gay páry                                      | No                |
| MSM smějí darovat krev                                               | No                |